# Petite cour du Roi
La petite cour du Roi est une cour intérieure du château de Versailles, en France.

## Localisation

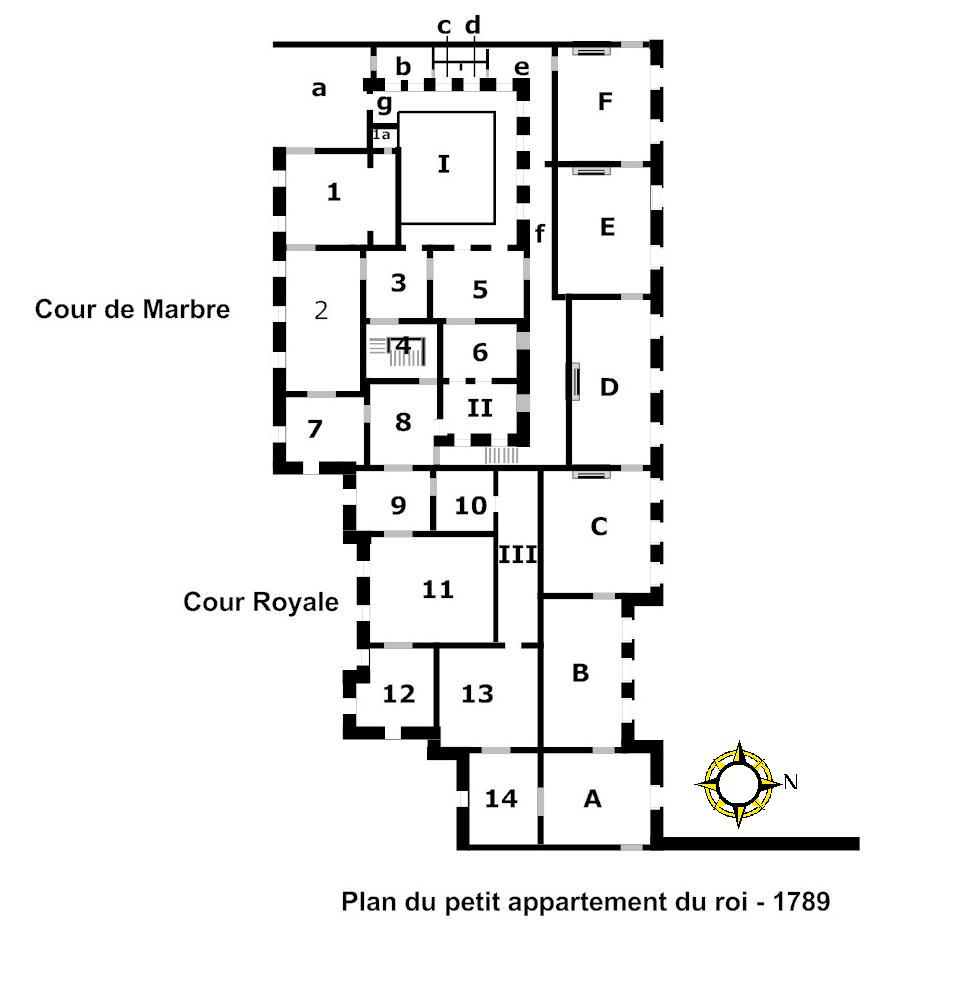
Plan du premier étage de l'aile nord du château de Versailles ; la petite cour du Roi est indiquée en II ; la cour des Cerfs est indiquée en I.

La petite cour du Roi est située dans la partie est de l'aile nord du château de Versailles. Il s'agit de l'une de quatre cours intérieures du château, avec la cour des Cerfs (aile nord, à l'ouest), la cour de la Reine (aile sud, partie ouest) et la cour du Dauphin (aile sud, partie est).

## Historique
À la fin du XVIIe siècle, les architectes Le Vau et d'Orbay construisent, sur ordre de Louis XIV, une enveloppe de pierre englobant le vieux château de Versailles, au nord et au sud. Cette construction crée deux cours intérieures, la cour du Roi au nord et la cour de la Reine au sud.
En 1740, les agrandissements du bâtiment conduisent à séparer ces deux cours en deux. Au nord, la cour du Roi est divisée en cour des Cerfs à l'ouest et petite cour du Roi à l'est.